# Soumoulou
Soumoulou település Franciaországban, Pyrénées-Atlantiques megyében. Lakosainak száma 1587 fő (2022. január 1.). Soumoulou Boeil-Bezing, Espoey, Gomer, Limendous és Nousty községekkel határos.

## Népesség
A település népessége az elmúlt években az alábbi módon változott:
| Lakosok száma | 1525 | 1562 | 1616 | 1584 | 1581 | 1583 | 1584 | 1584 | 1587 |
|               | 2013 | 2015 | 2016 | 2017 | 2018 | 2019 | 2020 | 2021 | 2022 |